# رأس عين عميروش
رأس عين عميروش (أو رأس العين عميروش) بلدية من بين 1541 بلدية في الجمهورية الجزائرية تابعة إداريا لدائرة عقاز ولاية معسكر . تبلغ مساحتهــا حوالي 113 كلم مربع، يحدها شمالا بلدية علايمية، وجنوبــا بلديتي عقاز وسيق، وغربا ولاية وهران وشرقــا بلدية مقطع دوز. تبعد عن شاطئ البحر الأبيض المتوسط جنوبا بـ 25 كلم، يمر عبر تراب هذه البلدية الطريق السيار شرق - غرب الرابط بين المغرب وتونس، ويرتقب أن تشرع الحكومة في إنجاز طريق سريع يصل هذا الطريق السيار انطلاقا من جزئه على تراب بلدية رأس عين عميروش بمدينة معسكر مرورا بمدينة حسيـــن كما يمر عبرها الطريق الوطني رقم 97 الرابط بين مدينة سيق ومدينة أرزيو شمالا، والذي تم تحديثــه وتطويره مؤخرا (2011) بين رأس عين عميروش ومدينة بطيوة شمالاً، وكذلك إعادة تهيئة الجزء الرابط بين مدينة سيق والطريق السيار شرق-غرب وتحويله إلى طريق مزدوج، كما يربط قرية رأس عين عميروش ومدينة قديل بولاية وهران الطريق الولائي رقم 41.
وتنتمي جغرافيا إلى بلدية رأس عين عميروش كل من القرى والدواوير التالية:القلانزة , سيدي بوعجمي، أهل أمحمد، المعايزة، المعاريف، قارون، أهل قــادة وقرية الغفافرة.

## جغرافيا

### التضاريس
بلدية رأس عين عميروش عبارة عن منطقتين إحداهمــا سهل تزرع به الأشجار والخضر والحبوب، إضافة إلى منطقة جبلية غير وعرة ترتبط فيما بينها بمسالك ترابية وطرق ضيقة وتنتشر بها بعض القرى والغابات.
كما تتميز بلدية رأس عين عميروش بوجود واديين شهيرين هما:
1. وادي سيق الذي يشق البلديـــة في قسمها الشرقي على عدة كيلومترات باتجاه البحر، ويميز بمياهه الصناعية الملوثة.
2. وادي عقاز هذا الأخير أقل منسوبـا والأكثر نقاء ويلتقي بوادي سيق بمنطقة شرق دوار سيدي بوعجمي.

ومنطقة بلدية رأس عين عميروش هي جزء من سهـل هبرة وسيق البالغة مساحته 1306 كلم مربع، والذي يتميز بمنــاخ شبه جاف مع متوسط مغياثية أقل من 300 مم سنويـاً، وكذلك ملوحـة التربة التي تصَعب من تصريف المياه.

## نبذة تاريخية

### حقبة الأمير عبد القادر
وقديما جرت معركة شرسة على تراب بلدية راس العين عميروش حيث التقى جيش الأمير عبد القادر بجيش الجنرال تريزيل في حوش غابة مولاي إسماعيل =غابة قارون ) قرب مدينة سيق يوم 26 جوان 1835اين دارت بينهما معركة حامية الوطيس، انهزم فيها الفرنسيون.
ثم التقيا مرة أخرى في معركة المقطع 27 جوان تكبدت فيها القوات الفرنسية هزيمة نكراء ترتبت عنها انعكاسات وآثار منها:
1. عزل الحاكم العام ديرلون والجنرال تريزل.
2. تعيين الماريشال كلوزيل حاكما عاما على الجزائر في جويلية 1835 وإرسال قوات كبيرة لمواجهة الأمير.الهواري بومدين

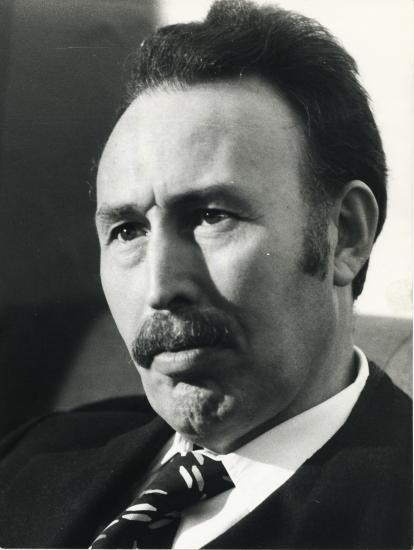
الهواري بومدين

### التأسيس
تم إنشاء قرية رأس عين عميروش - بنائهــا - سنة 1976 في إطار مشروع ألف قرية اشتراكية في عهد الرئيس الراحل هواري بومدين، وكانت تظم آنذاك حوالي 100 منزل ومسجد ومدرسة ابتدائية وقاعة علاج وقاعة نشاطات ترفيهية وتتوسط القرية حديقة صغيرة.
أما الآن فيوجد بها أزيد من 400 مسكن إضافة إلى ثكنة للدرك الوطني وفرقة أمن الطريق السريع، ومتوسطة للتعليم وثانويــة جديدة.

## سياسيــا
يقوم بتسيير مصالح بلدية رأس عين عميروش مجلس شعبي بلدي منتخب من طرف سكان البلدية مثله مثل باقي بلديات الجزائر، ويسير البلدية السيد بكاي بحري المترشح عن التجمع الوطني الديمقراطي بعد فوزه ب6 مقاعد في محليات 2017. وتدوم مدة التسير 5 سنوات.
أهم الشخصيات التي ترأست البلديــة:
- من 2002 إلى 2007: السيد ممشوط بوعجمي، مرشح عن حزب جبهة التحرير الوطني، مقيم بقرية أهل أمحمد.
- من 2007 إلى 2012: السيد بن قديرة محمد، مرشح عن حزب جبهة التحرير الوطني، مقيم بقرية رأس عين عميروش.
- من 2012 إلى 2017: السيد بكاي بحـري، مرشح عن حزب التجمع الوطني الديمقراطي، مقيم بقرية قلانـزة.
- من2017 إلى 2022 : السيد بكاي بحري، مرشح عن حزب التجمع الوطني الديموقراطي، مقيم بقرية قلانزة,
- من 2022 إلى 2027: السيد بوشراك جمال، مرشح عن حزب التجمع الوطني الديموقراطي، مقيم بقرية رأس عين عميروش.

## الأهمية الاقتصادية

### الصناعة
توجد بها معامل تصبير الزيتون ووحدات تربية الدواجن وإنتاج البيض بقدرة إنتاج تصل إلى 20 - 30 طن من لحوم الدجاج إضافة إلى عشرات الآلاف حبات البيض سنويا، كما تنتشر حرفة تربية المواشي والأبقار عبر معظم قرى البلدية، وتشتهر قرية القلانزة بصناعة الفحم من الأخشاب، كما تشتهر قرية قارون غرب البلديــة بوجود مصنع كبير للجير ينتج آلاف الأطنان من الجير ويشغل عشرات العمال.
أما قرية سيدي بوعجمي فتوجد بها قواعد حياة وحضائر لشركات وطنية تنشط أغلبها في الأشغال العمومية.
يوجد بهــا مصنع للجبس بمنطقة قارون ويتم حاليا إيصال مياه مشروع تحلية مياه البحر بمنطقة المقطع مرورا بتراب البلدية إلى مدينة سيق حيث يتم إنجاز محطة ضخ المياه بقرية سيدي بوعجمي ويمر عبرهــا وادي سيق ووادي عقاز كما تقطعها الطريق الرئيسي السيار (شرق غرب)، كما توجد بتراب إقليم البلدية محطتين للخدمات وتوزيع الوقود على مستوى الطريق الوطني الرابط بين سيق وأرزيو

### الفلاحة
هي منطقة فلاحية بالدرجة الأولى، حيث تنتشر بها أشجار الزيتون على مساحة 1297 هكتار تنتج 10 آلاف قنطار من الزيتون سنويــا، وكذلك أشجار الرمان والتين. كما يغرس بها الفول والقرنون والجلبان والحبوب المختلفة.وفد تدعم قطاع الفلاحة ببلدية رأس العين عميروش بمحطة تصفية المياه المستعملة وتوجيهها إلى سقي مساحات إضافية من الأراضي الفلاحية.
ويستفيد من هذا الإنجاز الجديد الذي يندرج في إطار المساعي الرامية إلى توسيع المساحات الفلاحية المسقية أكثر من 100 هكتار من الأراضي المزروعة بأشجار الزيتون تم استصلاحها في محيط المحطة التي كلفت الخزينة العمومية 2ر66 مليون دج بفضل البرنامج التكميلي لدعم النمو الاقتصادي لسنة 2009. وحسب نفس المصدر فإن هذه المنشأة المنجزة في ظرف تسعة أشهر تعالج يوميا 700 متر مكعب من المياه المستعملة قبل أن يتم توزيعها على المساحات المستصلحة بالبلدية والتي استفاد منها الشباب البطال.
جدول : الإنتاج الحيواني في بلدية رأس عين عميروش لسنة 2011 
| عدد المربين |        | الكمية/ رأس    |
| ----------- | ------ | -------------- |
| 193         | أغنـام | 4500           |
| 80          | مــاعز | 700            |
| 100         | أبقـار | 403            |
| 6           | خيــول | 6              |
| 30          | دواجـن | 30000 دجاجة    |
| 10          | نحــل  | 40 خلية        |
| 5           | بيض    | 48000 بيضة/يوم |

جدول : توزيع المساحة الفلاحية في بلدية رأس عين عميروش لسنة 2011 
| نوع المنتوج   | مساحة الإنتاج/هكتار |
| ------------- | ------------------- |
| قمح صلب       | 130                 |
| قمح لين       | 250                 |
| شعيـر         | 760                 |
| خرطـال        | 30                  |
| إجمالي الحبوب | 1170                |
| أعلاف         | 500                 |
| بقول جافة     | 30                  |
| بطاطا         | 10                  |
| بصل           | 1.5                 |
| زيتون         | 1297                |

## السكان
يبلغ سكان البلديــة إجمالا حوالي 7,785 نسمة (إحصاء 16/04/2008)، بعدما كان عددهم حوالي 6,183 نسمة(إحصاء 25/6/1998) حيث بلغت الزيادة الطبيعية بين 1998 و2008 2.38 بالمائة، جميعهم يدينون بالإسلام ويتكلمون اللغة العربية
|                | عدد السكان 2011 |
| -------------- | --------------- |
| رأس عين عميروش | 2400            |
| أهل أمحمد      | 800             |
| سيدي بوعجمي    | 500             |
| قلانزة         | 1200            |
| معاريف         | 500             |
| أهل الصديق     | 500             |
| أهل قادة       | 600             |
| غفافرة         | 600             |
| قارون          | 600             |

## التعليم
بها متوسطة للتعليم المتوسط وابتدائية بكل قرية تابعة لهــا عدا المعايزة، بالإضافــة إلى ثانوية بعاصمة البلدية.

## الجانب الثقافـي
وأشهر النشاطات الثقافية بهــا احتفال سنوي - وعدة - تسمى بوعدة الغرابة، تقام في بداية فصل الخريف بقرية سيدي بوعجمي يأتيها الناس من كل الجهات لمشاهدة ألعاب الفروسية والتسوق والتعارف.

## وصلة خارجية
- بلديـة رأس عين عميروش